# Jason Biggs
Jason Matthew Biggs (Nova Jersey, 12 de maio de 1978) é um ator norte-americano, mais  conhecido por interpretar Jim Levenstein no filme American Pie.

## Biografia

### Carreira
Jason Biggs começou a atuar com cinco anos. Em 1991, estreou na televisão com uma passagem curta pelo seriado Drexell's Class da Fox. Ele também fez um especial da HBO, The Fotis Sevastakis Story, entretanto devido a diversos fatores, nunca chegou ir ao ar.Enquanto atuava em 1994 ele trabalhou numa lanchonete Subway em Hasbrouck Heights, Nova Jersey. No mesmo ano, Biggs estreou na Broadway com Conversations with My Father, o que ajudou a abrir o caminho para que ele participasse da telenovela, As the World Turns. Graças ao personagem ele foi nomeado ao Daytime Emmy de "Melhor ator jovem".
Biggs estudou na New York University entre 1996–1997, mas logo voltou a atuar. Em 1999 protagonizou o filme que o faria famoso no mundo todo, American Pie. A comédia adolescente se tornou um fenômeno internacional e teve várias sequências. Em 2006 Biggs apareceu no reality show da MTV, Blowin' Up, com Jamie Kennedy e Stu Stone, sendo encarado como o antagonista pelo público do programa, criando uma certa rivalidade com Kennedy e Stone.
Em 2013 Biggs entrou para o elenco da premiada série do Netflix, Orange Is the New Black, interpretando Larry Bloom. Ele deixou a série em fevereiro de 2015, depois de duas temporadas.
Em 5 de agosto de 2016 chegou aos cinemas a comédia Amateur Night, Biggs interpreta um futuro pai que acabou de ficar desempregado, sendo assim, ele aceita um emprego como motorista de prostitutas. Sua esposa na vida real Jenny Mollen também é sua esposa no filme.

### Vida Pessoal
Em janeiro de 2008, ele ficou noivo da atriz Jenny Mollen, eles se casaram em 23 de abril de 2008. Em julho de 2013, Biggs e Mollen anunciaram que estavam esperando o seu primeiro filho. O casal recebeu seu primeiro filho, Sid Biggs, em 15 de fevereiro de 2014. Seu segundo filho, Lazlo Biggs, nasceu em 2 de outubro de 2017. Atualmente ele vive com a família em Los Angeles, Califórnia. 

## Filmografia

### Filmes
| Ano  | Filme                               | Personagem             | Notas e Prêmios |
| ---- | ----------------------------------- | ---------------------- | --- |
| 1991 | Mike Mulligan and His Steam Shovel  | Garoto                 | |
| 1991 | The Boy Who Cried Bitch             | Robert                 | |
| 1997 | Camp Stories                        | Abby                   | Curta |
| 1999 | American Pie                        | Jim Levenstein         | Young Hollywood Awards - Melhor Elenco Indicado – Blockbuster Entertainment Awards - Ator Revelação Favorito Indicado – MTV Movie Award - Melhor Performance em Comédia Indicado – MTV Movie Award - Revelação Indicado – Teen Choice Award - Melhor Ator de Comédia em Filme Indicado – Teen Choice Award - Química em Filme |
| 2000 | Amor ou Amizade                     | Hunter/Steve           | |
| 2000 | Loser                               | Paul Tannek            | Indicado – Teen Choice Award - Choice Movie Wipeout |
| 2001 | Mulher Infernal                     | Darren Silverman       | |
| 2001 | American Pie 2                      | Jim Levenstein         | MTV Movie Awards - Melhor Beijo (compartilhado com Seann William Scott) Indicado – MTV Movie Award - Melhor Fala Indicado – Teen Choice Award - Melhor Ator de Comédia em Filme |
| 2001 | O Império do Besteirol Contra-Ataca | Ele mesmo              | Participação |
| 2001 | Nação Prozac                        | Rafe                   | |
| 2003 | American Pie - O Casamento          | Jim Levenstein         | Indicado – Teen Choice Award for Choice Liplock (compartilhado com Alyson Hannigan) |
| 2003 | Igual a Tudo na Vida                | Jerry Falk             | |
| 2004 | Meninas dos Olhos                   | Arthur Brickman        | |
| 2005 | Guy X                               | Corporal Rudy Spruance | Taormina Film Fest Award - Melhor Ator |
| 2006 | Farce of the Penguins               | Insecure Penguin       | Dublagem |
| 2006 | Resgate Abaixo de Zero              | Charlie Cooper         | |
| 2006 | O Prazer da Sua Companhia           | Anderson               | |
| 2007 | The Glitch                          | Alan                   | Curta |
| 2007 | I'm in Hell                         | Nick                   | Telefilme |
| 2008 | Nem por Cima do Meu Cadáver         | Dan Sianidis           | |
| 2008 | Amigos, Amigos, Mulheres á Parte    | Dustin                 | |
| 2008 | Lower Learning                      | Tom Willoman           | |
| 2009 | Kidnapping Caitlynn                 | Max                    | Curtas |
| 2010 | The Third Rule                      | Don                    | Curtas |
| 2011 | Grassroots                          | Phil Campbell          | |
| 2012 | American Pie - A Reunião            | Jim Levenstein         | Produtor Executivo; Indicado – Teen Choice Award - Melhor Ator de Comédia em Filme |
| 2016 | Amateur Night                       | Guy Carter             | |
| 2017 | Who We Are Now                      | Vince                  | |
| 2017 | Angry Angel                         | Ele mesmo              | Telefilme |
| 2018 | Dear Dictator                       | Sr. Spines             | |

### Televisão
| Ano                 | Programa                     | Personagem             | Notas e Prêmios |
| ------------------- | ---------------------------- | ---------------------- | --- |
| 1991–92             | Drexell's Class              | Willie Trancas         | 14 episódios |
| 1994–95             | As the World Turns           | Pete Wendall           | Indicado – Daytime Emmy Award - Melhor Ator Jovem em Série de Drama (1995) Indicado – Soap Opera Digest Award - Outstanding Male Newcomer (1995) |
| 1997                | Total Security               | Robbie Rosenfeld       | 7 episódios |
| 2002                | Off Centre                   | Rick Steve             | Episódio: "The Good, the Bad and the Lazy" |
| 2004                | Frasier                      | Dr. Hauck              | Episódio: "Goodnight, Seattle: Part 2" |
| 2004                | Sesame Street                | Himself                | Episódio: 4078 |
| 2005                | Will & Grace                 | Baby Glenn             | Episódio: "The Hole Truth" |
| 2006                | Blowin' Up                   | Himself                | Episódio: "The Break-Up" |
| 2009                | Happiness Isn't Everything   | Jason Hamburger        | Piloto para o canal CBS; Produtor |
| 2011                | Mad Love                     | Ben Parr               | 13 episódios; Também como produtor |
| 2012–14             | Teenage Mutant Ninja Turtles | Leonardo Rat Man Freak | Dublagem (Temporadas 1 e 2); Vários episódios |
| 2012, 2013          | The Good Wife                | Dylan Stack            | 2 episódios |
| 2013–14; 2017; 2019 | Orange Is the New Black      | Larry Bloom            | 22 episódios Satellite Awards - Melhor Elenco em Série de TV (2014) Screen Actors Guild Award - Performance do Elenco em Série de Comédia (2015) |
| 2014                | Deadbeat                     | Reed Kelly             | Episódio: "Out-Of-Body Issues" |
| 2016                | Nightcap                     | Ele mesmo              | Episódio: "Mean Guest" |
| 2017                | The Good Fight               | Dylan Stack            | Episódio: "Chaos" |

### Teatro
| Ano  | Peça                 | Personagem        | Teatro                    |
| ---- | -------------------- | ----------------- | ------------------------- |
| 2002 | The Graduate         | Benjamin Braddock | Gerald Schoenfeld Theatre |
| 2015 | The Heidi Chronicles | Scoop Rosenbaum   | Music Box Theatre         |